# Psammotopa chappuisi
Psammotopa chappuisi är en kräftdjursart som beskrevs av Noodt 1955. Psammotopa chappuisi ingår i släktet Psammotopa och familjen Diosaccidae. Inga underarter finns listade i Catalogue of Life.